# Die junge Sophie Bell
Die junge Sophie Bell (Originaltitel Unga Sophie Bell) ist ein schwedischer Jugendfilm der Regisseurin Amanda Adolfsson. Der Film feierte am 12. November 2014, auf dem Stockholm International Film Festival, seine Premiere. Hauptdarstellerin Felice Jankell wurde für den Film als Beste Hauptdarstellerin für den nationalen schwedischen Filmpreis Guldbagge nominiert.

## Handlung
Nach dem bestandenen Abitur wollen Sophie und Alice nach Berlin reisen und Spaß haben. Nach einem Streit verschwindet Alice plötzlich.